# فيرناند باكس
فيرناند باكس (بالفرنسية: Fernand Backes)‏ (مواليد 30 يناير 1932) هو ملاكم لوكسمبورغي، مثّل بلاده في الألعاب الأولمبية الصيفية 1952.

## روابط خارجية
فيرناند باكس على موقع أوليمبيديا (الإنجليزية)